# Без границ (фильм, 2015)
«Без границ» — российский киноальманах, состоящий из четырёх самостоятельных новелл. Премьера состоялась 22 октября 2015 года.
Рабочее название фильма — «Любовь с акцентом и без». 
Слоган фильма: Международная комедия.

## Сюжет
Любовь и дружба народов на просторах бывшего СССР.  
Аэропорт:
Нападающий сборной России застревает в московском аэропорту по вине пограничника-болельщика, раздосадованного незабитым пенальти. 
Ереван:
Неудачливый армянский музыкант внезапно узнает, что у него есть взрослый сын и что парень со своей девушкой вот-вот прилетит в Ереван. 
Тбилиси:
Пожилой работник грузинского кладбища влюбляется в женщину, ухаживающую за могилой мужа. 
Москва:
Сын московского миллионера заключает с приятелем пари, что соблазнит первую попавшуюся девушку, не демонстрируя свое богатство. Однако красавица, которую он выбирает, оказывается слепой с рождения.

## В ролях

### Аэропорт
- Александр Паль — Саша Горелов, лейтенант погранслужбы
- Милош Бикович — Игорь Громов, футболист
- Мария Шалаева — Маша, работница погранслужбы
- Равшана Куркова — Камилла, жена Игоря Громова

### Москва
- Егор Корешков — Иван
- Роман Маякин — Александр, друг Ивана
- Саёра Сафари — Сая, слепая девушка
- Анастасия Стежко — Оксана, подруга Саи

### Тбилиси
- Инна Чурикова — Нина Полянская, вдова
- Олег Басилашвили — Георгий, работник кладбища
- Александр Адабашьян — фотограф

### Ереван
- Грант Тохатян — Армен
- Наталия Вдовина — Света
- Иван Янковский — Артём, сын Армена и Светы
- Аня Чиповская — Полина, девушка Артёма

Сюжетные линии, которые разворачиваются в Тбилиси и в аэропорту, снимал режиссёр Резо Гигинеишвили, 
историю в Москве — Роман Прыгунов, 
в Армении — Карен Оганесян.

## Отзывы
Фильм получил смешанные отзывы кинокритиков. На сайте агрегаторе рецензий (сайт Критиканство) рейтинг картины составляет 64 % на основе 10 рецензий русских изданий.